# Vicente Asensi
Vicente Asensi Albentosa (Alcudia de Crespins, Valencia, España, 28 de enero de 1919-2 de septiembre de 2000) fue un futbolista y entrenador español. Jugó de delantero, interior izquierdo y más tarde como defensa, desarrollando toda su carrera profesional en el Valencia C. F. de la Primera División de España, aunque disputó una temporada en el Burjassot CF y otra en el Valencia Mestalla. Junto con Epi, Amadeo, Mundo y Gorostiza, formó la llamada delantera eléctrica, que transformó al Valencia CF en uno de los equipos más importantes de la década de los cuarenta.
Jugó un total de 308 partidos en 12 temporadas en la Primera División de España, anotando 33 goles en la categoría. Su primer gol como profesional en el Valencia CF fue frente al Athletic Club, partido disputado en Valencia el 29 de septiembre de 1940 que finalizó 2–2.
Se hizo famoso jugando en la delantera, si bien con el paso del tiempo fue retrasando su posición hasta acabar jugando como defensa, incluso la de portero en un amistoso en Pontevedra.
Tuvo un chalet en la Urbanización Carambolo (Valencia, España), donde el polideportivo tiene su nombre en su honor.

## Selección nacional
Ha sido internacional con la selección de fútbol de España, con la que disputó un total de 6 encuentros. Debutó el 6 de mayo de 1945 ante Portugal, partido disputado en La Coruña y que finalizó 4–2 favorable a España. Disputó la fase final del Mundial de Brasil de 1950, donde España, con un cuarto puesto, logró la mejor clasificación de su historia hasta que consiguiera el título en el año 2010.

### Participaciones en Copas del Mundo
| Mundial                        | Sede   | Resultado     |
| ------------------------------ | ------ | ------------- |
| Copa Mundial de Fútbol de 1950 | Brasil | Cuarto puesto |

## Clubes
| Club                     | País   | Año       |
| ------------------------ | ------ | --------- |
| Burjassot Club de Futbol | España | 1939-1940 |
| Valencia CF              | España | 1940-1952 |

## Palmarés

### Campeonatos nacionales
| Título                | Club        | País   | Año  |
| --------------------- | ----------- | ------ | ---- |
| Copa del Generalísimo | Valencia CF | España | 1941 |
| Liga                  | Valencia CF | España | 1942 |
| Liga                  | Valencia CF | España | 1944 |
| Liga                  | Valencia CF | España | 1947 |
| Copa del Generalísimo | Valencia CF | España | 1949 |